# 1974 إكس دبليو (كويكب)
(11439) 1974 XW هو كويكب، يقع ضمن حزام الكويكبات. اكتشف في 14 ديسمبر 1974.

## روابط خارجية
- 1974 إكس دبليو (كويكب) في قاعدة بيانات مختبر الدفع النفاث لأجرام النظام الشمسي الصغيرة

- الاكتشاف · مخطط المدار ·  العناصر المدارية · المعلمات المادية

- 1974 إكس دبليو (كويكب) على موقع ويكي سكاي: DSS2, SDSS, GALEX, IRAS, Hydrogen α, X-Ray, Astrophoto, Sky Map, Articles and images